# Metalimnus singularis
Metalimnus singularis är en insektsart som beskrevs av Alexander Fyodorovich Emeljanov 1966. Metalimnus singularis ingår i släktet Metalimnus och familjen dvärgstritar. Inga underarter finns listade i Catalogue of Life.